# Ульм 1846
«Ульм 1846» (нім. «SSV Ulm 1846») — німецький футбольний клуб з Ульма. Клуб заснований 12 квітня 1846 року, у нинішньому вигляді існує з 5 травня 1970 року після злиття з клубом «1. ССВ Ульм».

## Історія
25 січня 2025 року Семір Телалович відзначився покером в домашньому матчі Другої Бундесліги проти клубу «Регенсбург», гра завершилась перемогою «біло-чорних» 5–1.

## Відомі гравці
- Руй Маркеш
- Віталій Люкс